# Lilioza
Lilioza – imię żeńskie pochodzenia łacińskiego. Patronką tego imienia jest św. Lilioza z Kordowy, wspominana razem ze swoim małżonkiem, św. Feliksem.
Lilioza imieniny obchodzi 27 lipca.